# Відчуття сили (оповідання)
«Відчуття сили» (англ. The Feeling of Power) — науково-фантастичне оповідання американського письменника Айзека Азімова, вперше опубліковане в листопаді 1958 року в журналі «If». Увійшло до збірок «Дев'ять завтра» (1959), «Сни робота» (1986).

## Сюжет
У віддаленому майбутньому людство повністю покладається на громіздкі комп'ютери і забуває навички лічби.
Земна федерація з перемінним успіхом веде війну з колонією на Денебі. Військові дії переважно зводяться до обстрілів із далекобійної зброї, якою керують комп'ютери. Дорожнеча виробництва комп'ютерів слугує стримувальним фактором у війні для обох сторін.
Майрон Ауб, молодший комп'ютерний технік, відкриває методом зворотної розробки принципи паперової арифметики: таблицю множення та правила множення/ділення «стовпчиком». Він називає цю науку «графітикою».
Графітика отримує схвальний відгук від військового лобі землян. Вони планують замінити дорогі керовані комп'ютерами кораблі на дешеві пілотовані людьми. І навіть розробляють ракети пілотовані людьми-камікадзе.
Ауб, розчарований тим як використали його науку, вчиняє самогубство. На похороні його науковий керівник розповідає, що розвиток графітики не буде припинено. Він подумки множить 6 на 9 і його переповнює відчуття власної сили.